# Ceawlin
Vous lisez un « bon article » labellisé en 2011.
Ceawlin, également orthographié Ceaulin ou Caelin (mort vers 593) est un roi du Wessex, dans le Sud-Ouest de l'actuelle Angleterre. Il est peut-être le fils de Cynric et le petit-fils de Cerdic, qui, selon la Chronique anglo-saxonne, a conduit les premiers Saxons sur le territoire du futur royaume du Wessex. Le règne de Ceawlin correspond à l'époque où s'achève l'invasion anglo-saxonne de la Bretagne ; à sa mort, les Bretons ont été presque entièrement chassés du sud de l'Angleterre.
La chronologie de la vie de Ceawlin est très incertaine : selon les sources, son règne a duré sept, dix-sept ou trente-deux ans, et l'exactitude, voire la véracité de certaines dates de la Chronique anglo-saxonne ont été remises en question. La Chronique mentionne plusieurs batailles de Ceawlin entre 556 et 592, parmi lesquelles le premier affrontement connu entre différents groupes d'Anglo-Saxons. Il semble néanmoins que sous le règne de Ceawlin, le Wessex ait connu une expansion territoriale importante, bien que ces gains aient été en partie perdus par la suite au profit d'autres royaumes anglo-saxons. La Chronique l'inclut également dans sa liste des huit bretwaldas, titre donné aux souverains ayant exercé la suzeraineté sur tout le Sud de l'Angleterre ; on ignore cependant l'étendue exacte de son pouvoir.
Ceawlin meurt vers 593, un an après avoir été déposé, peut-être par son successeur Ceol. Diverses sources lui donnent deux fils, Cutha et Cuthwine (en), mais les généalogies présentant ce détail ne sont pas fiables.

## Contexte

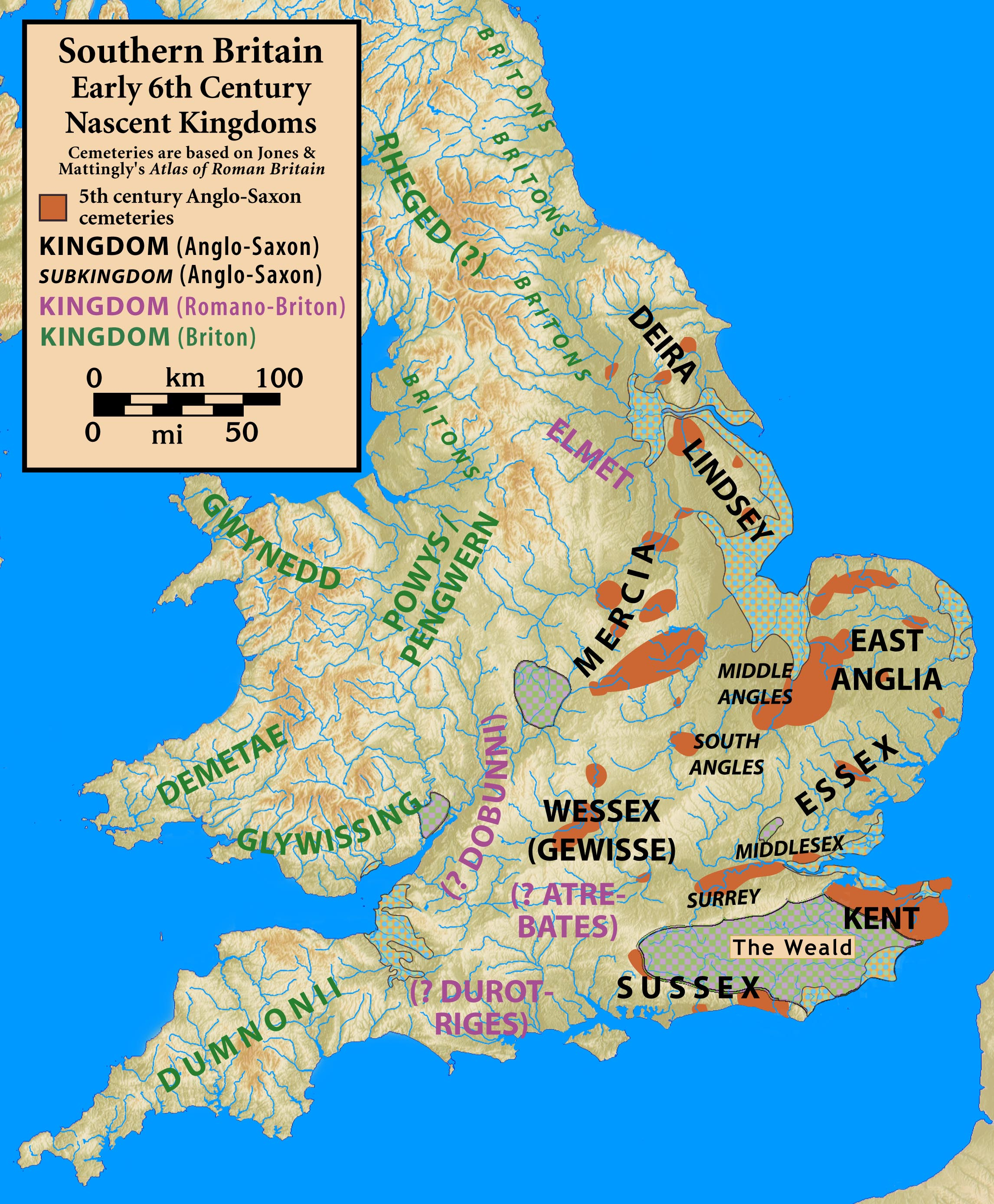
La Grande-Bretagne au début du VIe siècle.

L'histoire de la Grande-Bretagne après la fin de l'occupation romaine est particulièrement mal documentée et certains aspects en sont débattus par les historiens. Il semble néanmoins qu'au Ve siècle, les offensives des peuples continentaux sur la Grande-Bretagne se transforment en migrations à grande échelle. Parmi les nouveaux arrivants se trouvent des Angles, des Saxons, des Jutes et des Frisons. Ils conquièrent des territoires dans le Sud et l'Est de l'Angleterre, mais vers la fin du siècle, la victoire bretonne du mont Badon porte un coup d'arrêt à leur avancée,. Vers 550, les Bretons recommencent à perdre du terrain, et en l'espace d'un quart de siècle, il semble que tout le Sud de l'Angleterre soit passé aux mains des envahisseurs.
La paix qui suit la bataille du mont Badon est attestée en partie par Gildas le Sage. Ce moine rédige, vers le milieu du VIe siècle, un texte polémique intitulé De excidio Britanniæ (« De la Ruine de la Bretagne »). Il cite peu de noms et de dates, mais indique clairement que la paix a duré de l'année de sa naissance jusqu'à la date où il écrit. L'autre source littéraire principale pour cette période est la Chronique anglo-saxonne, notamment l'entrée pour l'année 827 qui liste les rois anglo-saxons ayant porté le titre de bretwalda, ou « souverain de Bretagne ». Aucun roi du début du VIe siècle n'est cité parmi eux, ce qui corrobore le récit de Gildas.
Le règne de Ceawlin s'inscrit dans la période de reprise de l'expansion anglo-saxonne de la fin du VIe siècle. La chronologie et les activités des premiers rois des Saxons de l'Ouest restent en grande partie obscures, mais Ceawlin est assurément l'un des personnages-clefs de la conquête finale du sud de l'Angleterre par les Anglo-Saxons.

## Sources
Les deux principales sources écrites pour les débuts de l'histoire des Saxons de l'Ouest sont la Chronique anglo-saxonne et la « liste royale généalogique des Saxons de l'Ouest » (West Saxon Genealogical Regnal List). La Chronique est un ensemble d'annales compilé à partir du règne d'Alfred le Grand, à la fin du IXe siècle. Les entrées les plus anciennes se basent sur des annales antérieures qui n'existent plus, ainsi que sur des éléments issus de sagas dont la transmission s'est peut-être faite par voie orale,. L'arrivée des futurs Saxons de l'Ouest en Grande-Bretagne est datée de 495 dans la Chronique avec le débarquement de Cerdic et son fils Cynric à « Cerdices ora », ou « Cerdic's shore ». Les campagnes de Cerdic et de ses descendants sont décrites dans près de vingt entrées réparties sur les annales couvrant le siècle suivant,. Ces annales fournissent la majeure partie des informations connues sur Ceawlin, mais l'historicité de certaines d'entre elles reste douteuse.
La « liste royale généalogique des Saxons de l'Ouest » est une liste des rois du Wessex avec la durée de leurs règnes. Elle existe sous plusieurs formes, dont une en préface du manuscrit B de la Chronique. Comme la Chronique, elle date du règne d'Alfred le Grand, et les deux documents témoignent du désir de leurs auteurs de faire remonter la lignée des rois du Wessex en droite ligne par Cerdic jusqu'à Gewis, descendant de Woden et ancêtre légendaire des Saxons de l'Ouest. Le résultat correspond à la propagande recherchée par le chroniqueur, mais se révèle plein de contradictions pour l'historien, au point que D. P. Kirby qualifie l'ensemble constitué par la Chronique et la liste de « fiction politique ».
Ces incohérences deviennent évidentes en comparant la chronologie dans les différentes sources. Le premier événement de l'histoire du Wessex que l'on puisse raisonnablement dater est le baptême de Cynegils, vers la fin des années 630 ou peut-être en 640. En retranchant les durées des règnes de la « liste royale », le début du règne de Cerdic se situerait en 532 et non en 495 comme l'indique la Chronique. Aucune de ces deux dates n'est particulièrement fiable, puisque la liste offre une version lissée de la succession royale, sans omissions ni règnes conjoints, et il n'existe aucune preuve externe de la validité des durées des règnes qu'elle présente.
La durée du règne de Ceawlin varie selon les sources. D'après la Chronique, il règne trente-deux ans, de 560 à 592, mais la liste de rois lui donne, selon les versions, sept ou dix-sept ans de règne. Une étude attentive de la liste amène l'historien David Dumville à situer l'arrivée des Saxons de l'Ouest en Angleterre en 538. Il estime que la durée la plus probable du règne de Ceawlin est de sept ans et propose une fourchette 581-588,.
Les sources s'accordent à faire de Ceawlin le fils de Cynric, et il est généralement identifié comme le père de Cuthwine. Il existe ici une incohérence : dans le manuscrit A de la Chronique, l'entrée pour l'année 685 donne à Ceawlin un fils, Cutha, mais dans l'entrée pour 855, Cutha est présenté comme le fils de Cuthwine. Cutha est également présenté comme le frère de Ceawlin dans les manuscrits E et F de la Chronique, dans les entrées pour 571 et 568 respectivement,.
Il est difficile de dire si Ceawlin est ou non un descendant de Cerdic. Le regroupement de différentes lignées saxonnes donne l'impression de groupes distincts, dont un correspond à la lignée de Ceawlin. Les incohérences des généalogies du Wessex proviennent peut-être de tentatives d'intégrer la lignée de Ceawlin aux autres : pour les rois des Saxons de l'Ouest, il est capital de pouvoir se dire descendant de Cerdic. Une autre raison de douter de l'exactitude de ces généalogies est d'ordre étymologique : certains noms des premiers membres de la dynastie ne semblent pas d'origine germanique. Le nom Ceawlin en fait partie : il semble plutôt être d'origine brittonique,.
Par ailleurs, les plus anciennes sources n'emploient pas l'expression « Saxons de l'Ouest » pour désigner le peuple de Ceawlin. D'après Bède le Vénérable, cette expression est interchangeable avec Gewissæ, qui désigne les descendants de Gewis. L'ethnonyme « Saxons de l'Ouest » n'apparaît qu'à la fin du VIIe siècle, après le règne de Cædwalla.

## L'expansion du Wessex sous Ceawlin

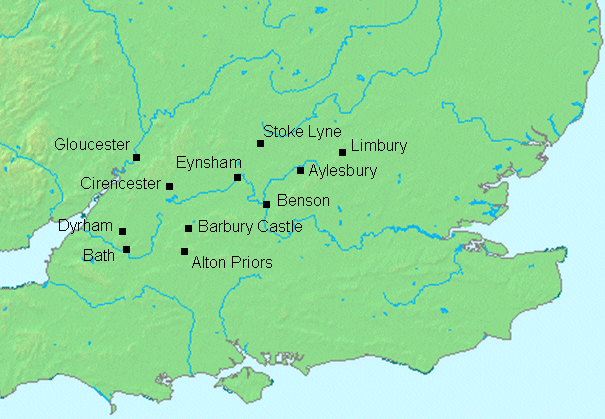
Carte des lieux mentionnés dans la Chronique anglo-saxonne en rapport avec Ceawlin.

À son apogée, le royaume du Wessex occupe tout le sud-ouest de l'Angleterre, mais les premières étapes de son expansion ne sont pas évidentes dans les sources. Le débarquement de Cerdic, quelle que soit sa date, semble s'être produit près de l'île de Wight, et les annales datent la conquête de l'île de 530. Selon la Chronique, Cerdic meurt en 534, et son fils Cynric lui succède ; elle ajoute qu'« ils donnèrent l'île de Wight à leurs neveux, Stuf et Wihtgar ». Bède le Vénérable contredit cette affirmation : selon lui, l'île de Wight a été colonisée par les Jutes et non par les Saxons, une version que les traces archéologiques semblent corroborer,.
Les entrées ultérieures de la Chronique détaillent quelques-unes des batailles ayant permis l'expansion du royaume des Saxons de l'Ouest. Les campagnes de Ceawlin ne prennent pas place sur le littoral : elles s'étendent le long de la vallée de la Tamise et au-delà, du Surrey à l'est jusqu'à l'embouchure de la Severn à l'ouest. Ceawlin a clairement joué un rôle dans l'expansion des Saxons de l'Ouest, mais l'histoire militaire de la période est difficile à comprendre. Les dates données ci-dessous sont celles de la Chronique, bien qu'elles soient probablement trop anciennes, comme indiqué plus haut.

### 556: Beran byrg
La première trace d'une bataille livrée par Ceawlin est en 556 : lui et son père Cynric affrontent des Bretons à « Beran byrg », soit le fort de Bera, aujourd'hui identifié à Barbury Castle, un fort de l'Âge de pierre situé dans le Wiltshire, près de Swindon. Cynric aurait été roi du Wessex à cette date,.

### 568: Wibbandun
La première bataille livrée par Ceawlin en tant que roi est datée de 568 par la Chronique, lorsqu'il affronte Æthelberht de Kent avec Cutha. L'entrée indique : « Alors Ceawlin et Cutha affrontèrent Aethelberht et le repoussèrent dans le Kent ; et ils tuèrent deux ealdormen, Oslaf et Cnebba, à Wibbandun ». L'emplacement de Wibbandum (« mont de Wibba ») n'a pas été définitivement identifié ; on a longtemps pensé qu'il s'agissait de Wimbledon, une hypothèse désormais considérée comme fausse. Cette bataille est particulière, car il s'agit de la première connue opposant les envahisseurs entre eux : toutes les batailles antérieures que recense la Chronique opposaient les Anglo-Saxons aux Bretons.
Il existe de nombreux exemples de royauté partagée dans l'histoire anglo-saxonne, et la présence de Cutha aux côtés de Ceawlin en est peut-être un autre. Leurs relations ne sont pas claires, mais il est possible que Cutha ait lui aussi été roi. L'entrée pour 577, ci-dessous, constitue un autre exemple possible.

### 571: Bedcanford
L'entrée de la Chronique pour 571 est la suivante : « Alors Cuthwulf affronta les Bretons à Bedcanford, et prit quatre villages : Limbury et Aylesbury, Benson et Eynsham ; et la même année il mourut. » Le lien entre Cuthwulf et Ceawlin est inconnu, mais l'allitération, fréquente dans les familles royales anglo-saxonnes, suggère que Cuthwulf appartient à la lignée royale du Wessex. L'emplacement de la bataille est également inconnu. L'hypothèse de Bedford entre en contradiction avec ce que l'on sait de l'histoire des noms de la ville.
Il est surprenant qu'une région aussi orientale soit encore aux mains des Bretons à une date aussi tardive : de nombreuses preuves archéologiques témoignent d'une implantation antérieure des Angles et des Saxons dans les Midlands, et les historiens interprètent généralement le De Excidio de Gildas comme impliquant que les Bretons avaient perdu le contrôle de cette région dès le milieu du VIe siècle. Une explication possible consisterait à dire que cette entrée marque la reconquête d'un territoire que les Anglo-Saxons avaient perdu lors de la campagne qui culmina à la bataille du mont Badon.

### 577: la basse Severn

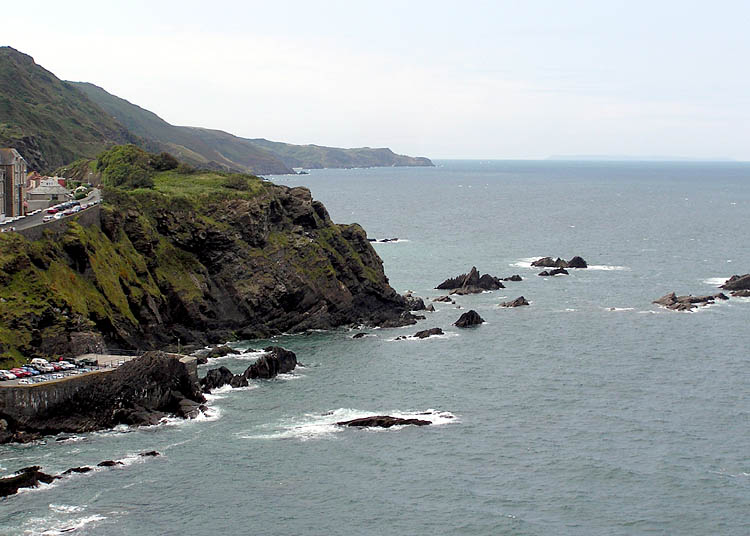
La côte est du canal de Bristol à Ilfracombe, dans le Devon.

L'entrée pour 577 est la suivante : « Alors Cuthwine et Ceawlin affrontèrent les Bretons, et ils tuèrent trois rois, Coinmail et Condidan et Farinmail, en l'endroit qui a pour nom Dyrham, et prirent trois villes : Gloucester et Cirencester et Bath ». Ces rois bretons ne sont mentionnés nulle part ailleurs ; la forme archaïque de leurs noms laisse à penser que cette entrée provient d'une source écrite nettement plus ancienne. La bataille de Dyrham est considérée comme un tournant de l'avancée saxonne : en atteignant le canal de Bristol, les Saxons de l'Ouest coupent les Bretons de l'ouest de la Severn de ceux de la péninsule au sud du canal. Le territoire conquis après cette bataille est très certainement perdu au profit de Penda de Mercie en 628, date à laquelle la Chronique note que « Cynegils et Cwichelm affrontèrent Penda à Cirencester, puis parvinrent à un accord, ».
Il est possible qu'en prenant Bath, Ceawlin et Cuthwine aient trouvé les thermes romains encore en activité, à un certain degré. L'historien du IXe siècle Nennius mentionne un « lac Chaud » au pays des Hwicce (situé le long de la Severn), et ajoute : « Il est entouré par un mur de briques et de pierre, et les hommes peuvent s'y rendre pour s'y baigner quand ils le souhaitent, et chaque homme peut avoir le genre de bain qu'il aime. S'il le veut, ce sera un bain froid, et s'il veut un bain chaud, il sera chaud. » Bède décrit également les bains chauds dans l'introduction géographique de son Histoire ecclésiastique, dans des termes très proches de ceux de Nennius.
Le Wansdyke, ouvrage défensif en terre, s'étend du sud de Bristol aux alentours de Marlborough, passant non loin de Bath. Il a probablement été édifié au Ve ou au VIe siècle, peut-être par Ceawlin.

### 584: Fethan leag
La dernière victoire connue de Ceawlin est datée de 584. L'entrée de la Chronique est la suivante : « Alors Ceawlin et Cutha affrontèrent les Bretons en l'endroit qui a pour nom Fethan leag, et Cutha fut tué ; et Ceawlin prit de nombreuses villes et un butin innombrable, et, furieux, il rentra sur ses propres [terres] ». Un document du XIIe siècle concernant Stoke Lyne, dans l'Oxfordshire, mentionne un bois nommé « Fethelée », et on estime aujourd'hui que la bataille de Fethan leag a dû avoir lieu dans la région.
Le passage « et, furieux, il rentra sur ses propres [terres] » indique probablement que cette entrée provient d'une saga, comme peut-être toutes les annales des débuts du Wessex. Il est également possible que Ceawlin ait en réalité perdu cette bataille, mais que le chroniqueur ait préféré ne pas en exprimer clairement l'issue : un roi ne rentre généralement pas « furieux » lorsqu'il a pris « de nombreuses villes et un butin innombrable ». Il faut peut-être considérer cette bataille comme marquant la fin de la suzeraineté de Ceawlin sur le Sud de l'Angleterre.

## Ceawlin, le deuxième bretwalda

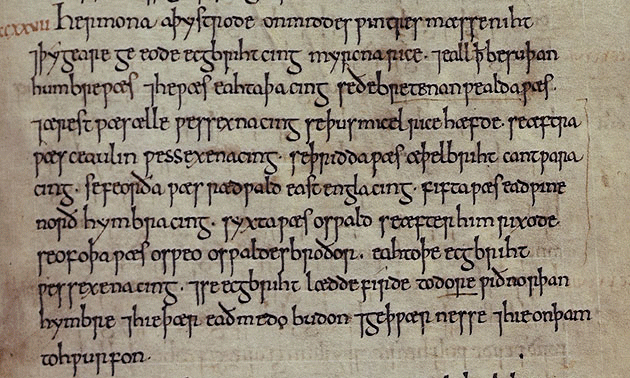
L'entrée pour l'année 827 du manuscrit [C] de la Chronique anglo-saxonne liste les huit bretwaldas. Ceawlin apparaît à la cinquième ligne (Ceaulin).

Vers 731, le moine et chroniqueur northumbrien Bède rédige son Histoire ecclésiastique du peuple anglais. Bien que son sujet ne soit pas l'histoire séculière, il fournit de nombreuses informations sur l'histoire des Anglo-Saxons, parmi lesquelles une liste de sept rois qui, selon son expression, ont exercé « l’imperium » sur les autres royaumes au sud de l'Humber. La traduction usuelle de ce terme est « suzeraineté ». Ceawlin est le deuxième de cette liste, sous le nom de « Caelin », Bède précisant qu'il « était connu dans le langage de son peuple comme Ceaulin ». En outre, il indique clairement que Ceawlin n'était pas chrétien, puisque « le premier [roi] à entrer au royaume des cieux » est Æthelberht de Kent.
La Chronique anglo-saxonne reprend la liste de Bède dans son entrée pour l'année 827, y ajoute Egbert de Wessex, et précise que ces souverains sont également connus sous le nom de « bretwalda », ou « souverain de la Bretagne ». Le sens exact de ce mot a fait l'objet de nombreux débats. Pour certains, ce n'est qu'un terme de « poésie élégiaque », mais des éléments indiquent qu'il implique assurément un rôle de commandement militaire.
Selon Bède, ces rois exercent leur autorité « au sud de l'Humber », mais elle s'étend vraisemblablement sur une zone nettement plus réduite, du moins pour les premiers d'entre eux. Dans le cas de Ceawlin, l'étendue de son pouvoir est difficile à déterminer avec certitude, mais son inclusion dans la liste de Bède, et la liste de batailles qu'il est censé avoir remportées, suggèrent un chef de guerre énergique qui, à partir d'une base dans la haute vallée de la Tamise, a dominé une bonne partie des territoires alentour et exercé sa suzeraineté sur le Sud de l'Angleterre pendant un certain temps. Malgré ses victoires, les conquêtes réalisées par Ceawlin au Nord ont été perdues par la suite pour le Wessex : la majeure partie de la haute vallée de la Tamise passe à la Mercie, et les villes du Nord-Est conquises en 571 sont par la suite contrôlées par le Kent ou la Mercie.
Il faut également considérer la vision de Bède comme un produit de son époque : au moment de la rédaction de l’Histoire ecclésiastique, Æthelbald de Mercie domine l'Angleterre au sud de l'Humber, et le point de vue de Bède sur les rois antérieurs est sans doute fortement teinté par la situation de son époque. Pour les premiers bretwaldas, comme Ælle de Sussex et Ceawlin, la description de Bède est probablement, à un certain degré, anachronique. Il est également possible que Bède fasse uniquement référence à une suzeraineté sur les autres royaumes anglo-saxons et pas sur les Bretons insulaires.
Ceawlin est le second roi dans la liste de Bède. Tous les bretwaldas ultérieurs se suivent plus ou moins consécutivement, mais il y a un long intervalle, peut-être cinquante ans, entre Ælle et Ceawlin. L'absence d'intervalle entre les autres bretwaldas a été utilisée comme preuve que les dates de Ceawlin correspondent aux dernières entrées de la Chronique avec une précision raisonnable. D'après cette analyse, le bretwalda suivant, Æthelberht de Kent, devait déjà exercer sa domination lorsque le pape Grégoire le Grand lui écrivit en 601, étant donné que Grégoire n'aurait pas écrit à un sous-roi. D'après la Chronique, Ceawlin bat Æthelbert en 568. Les dates d'Æthelberht sont sujettes à débat, mais le consensus actuel estime que son règne n'a pu débuter avant 580. La date de 568 pour la bataille de Wibbandun est considérée comme improbable, en raison de la durée de sept ou dix-sept ans pour le règne de Ceawlin donnée dans diverses versions de la West Saxon Genealogical Regnal List. Si l'on place cette bataille vers 590, avant qu'Æthelberht ait assis son pouvoir, alors les annales ultérieures relatant la défaite et la mort de Ceawlin peuvent être assez proches des dates exactes. Quoi qu'il en soit, la bataille avec Æthelberht ne peut clairement avoir eu lieu qu'autour de l'an 590, à quelques années près. Par ailleurs, l'intervalle entre Ælle et Ceawlin peut-être considéré comme corroborant l'histoire du De Excidio de Gildas, selon laquelle la victoire bretonne du mont Badon a été suivie d'une période de paix d'une génération ou plus.
Æthelberht de Kent succède à Ceawlin dans la liste des bretwaldas, mais il est possible que leurs règnes se chevauchent : de récentes études estiment les dates de Ceawlin à 581-588, et placent l'avènement d'Æthelberht vers 589, mais ce ne sont guère que des estimations,. La chute de Ceawlin en 592 a peut-être été l'occasion pour Æthelberht de devenir le souverain dominant du sud de l'Angleterre, ce qu'il est de façon quasi-certaine en 597. Il est possible que l'ascension d'Æthelberht ait eu lieu plus tôt : l'entrée pour 584 a beau faire état d'une victoire, c'est la dernière de Ceawlin que mentionne la Chronique, et elle a peut-être été suivie de l'ascension d'Æthelberht et du déclin de Ceawlin.

## Le Wessex à la mort de Ceawlin
Ceawlin perd le trône du Wessex en 592. L'extrait pertinent de l'entrée pour cette année est le suivant : « Alors il y eut un grand massacre à Woden's Barrow, et Ceawlin fut chassé. » Woden's Barrow est un tumulus, aujourd'hui appelé Adam's Grave, à Alton, dans le Wiltshire. L'adversaire de Ceawlin est inconnu. D'après le chroniqueur médiéval Guillaume de Malmesbury, qui écrit vers 1120, ce sont « les Angles et les Bretons conspirant ensemble ». Il est également possible qu'il s'agisse de Ceol, censé être son successeur à la tête du Wessex, à qui la West Saxon Genealogical Regnal List accorde un règne de six ans. D'après la Chronique, Ceawlin meurt l'année suivante : « Alors Ceawlin et Cwichelm et Crida périrent ». On ne sait rien d'autre de Cwichelm et Crida, mais ils appartiennent peut-être eux aussi à la lignée royale du Wessex,.
D'après la liste généalogique, Ceol est le fils de Cutha, qui est le fils de Cynric ; et son frère Ceolwulf règne dix-sept ans après lui. Il est possible que la domination des Saxons de l'Ouest se soit fragmentée à la mort de Ceawlin : le centre du pouvoir de Ceol et Ceolwulf s'est peut-être déplacé de la haute vallée de la Tamise vers le Wiltshire. Cette fragmentation a peut-être également facilité la montée en puissance d'Æthelberht de Kent. Toutefois, les Saxons de l'Ouest restent une puissance militaire non négligeable : la Chronique et Bède indiquent une activité militaire continue contre l'Essex et le Sussex dans les vingt ou trente années qui suivent la mort de Ceawlin.